# Dyrhaugsryggen
Der Dyrhausryggen ist ein etwa 1,5 km langer Gebirgskamm im Südwesten des Hurrungane, dem westlichsten Teil des norwegischen Jotunheimen-Gebirges. Er gehört zu den Gemeinden Luster und Årdal in der Provinz Vestland. Im Osten fällt der Kamm in das Skagadalen ab, im Westen in das Ringsdalen. Der Dyrhausryggen setzt sich aus den drei Gipfeln Store (2150 moh.), Midtre und Søndre Dyrhaugstind (2072 moh., auch Søre Dyrhaugstind) zusammen. Vom Styggedals- og Skagastølsryggen ist der Dyrhaugsryggen durch einen 1730 m hohen Pass nahe der Hütte Stagastølsbu abgetrennt.